# Madurea cephalotes
Madurea cephalotes is een rechtvleugelig insect uit de familie veldsprinkhanen (Acrididae). De wetenschappelijke naam van deze soort is voor het eerst geldig gepubliceerd in 1902 door Ignacio Bolívar.
De soort werd ontdekt in Madurai in zuidelijk India.